# Deserto Pedirka
Il deserto Pedirka è un piccolo deserto situato nell'Australia Meridionale, circa 100 km a nordovest di Oodnadatta e 250 km a nordest di Coober Pedy. È delimitato a nord dal Monte Deane e dal Parco nazionale Witjira.
Si tratta di un deserto relativamente piccolo, con una superficie di 1250 km².
Il deserto Pedirka appartiene alla regione biogeografica di Finke. Le sue sabbie hanno un colore rosso intenso e vi si trovano fitte boscaglie di Acacia aneura. Le dune di questo deserto sono basse, molto erose, fortemente spaziate tra loro e disposte parallelamente le une alle altre. 
Anche se le condizioni non sono particolarmente attraenti, si sta sviluppando la pastorizia.